# Stewartia calcicola
Stewartia calcicola là một loài thực vật có hoa trong họ Theaceae. Loài này được T.L. Ming & J. Li miêu tả khoa học đầu tiên năm 1996.